# NGC 651
NGC 651 je planetarna maglica u zviježđu Perzeju. U stvari se radi o objektu NGC 650, odnosno maglici Messier 76 ili Maloj Bučici ili  Leptiru koja je jedan od najtamnijih najteže uočljivih objekata u Messierovom katalogu. Zbog tog se je razloga nekad mislilo da se radi o dvama objektima koja su u međusobnom dodiru, pa su dobila dva broja. NGC 651 je dobio "sjeverni" dio maglice koji se nastavlja na južnu. 

## Vanjske poveznice
- SEDS: NGC 0651